# Церит
Церит (англ. cerite; нім. Zerit m) — мінерал, гідроксилсилікат церію з кальцієм острівної будови. Названий на честь карликової планети Церери (W.Hisinger, J.J.Berzelius, 1804). Синонім — охрої́т.

## Опис
Хімічна формула:
- 1. За Є. К. Лазаренком: (Ca, Fe)2 (TR)8 [SiO4]7•3H2O.
- 2. За К.Фреєм, Г.Штрюбелем та З. Х. Ціммером: (Сe, Ca)9(Mg, Fe)Si7(O, OH, F)28.
- 3. За «Fleischer's Glossary» (2004): Ce9Fe(SiO4)6(SiO3OH) (OH)3.

Містить (%): CaO — 2,0; FeO — 2,0; Ce2O3+(Dy, La)2O3 — 67,0; SiO2 — 17,0; H2O — 12,0.
Сингонія тригональна (моноклінна, гексагональна). Дитригонально-скаленоедричний вид. Форми виділення: короткопризматичні кристали, суцільні зернисті маси, щільні дрібнозернисті агрегати. Густина 4,65-4,91. Твердість 5,0-6,0. Колір коричневий (брудно-коричневий), жовтий, червоний (вишнево-червоний), сірий. Блиск жирний. Крихкий. Злам нерівний, скалковий. Знайдений в гнейсах, аплітах, лужних пегматитах, карбонатних жилах. Супутні мінерали: ортит, монацит, торит, бастнезит.

## Поширення
Зустрічається на рудниках Бастнес біля Ріддархіттона (Вестманланд, Швеція), у штатах Каліфорнія, Колорадо (США), австралійському штаті Квінсленд. Дуже рідкісний.